# Secrets de famille (film, 1937)
Pour les articles homonymes, voir Secret de famille (homonymie).
Série Andy Hardy
La Famille Hardy en vacances
(1937)
Pour plus de détails, voir Fiche technique et Distribution.

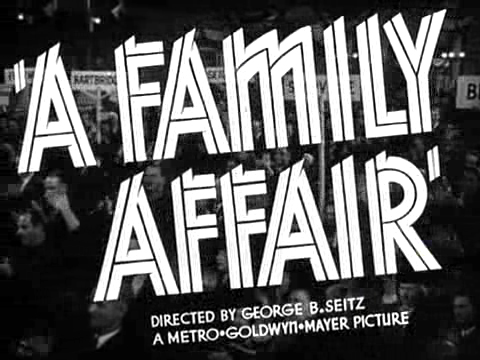
Secrets de famille

Secrets de famille (A Family Affair) est un film américain en noir et blanc réalisé par George B. Seitz, sorti en 1937.
Il s’agit du premier volet d'une longue série films où apparaît le personnage d'Andy Hardy, interprété par Mickey Rooney.

## Synopsis
Un juge parfait rencontre des difficultés pour éduquer et gérer son fils Andy.

## Fiche technique
- Titre français : Secrets de famille[1]
- Titre original : A Family Affair
- Réalisation : George B. Seitz
- Scénario : Kay Van Riper, Hugo Butler, d'après la pièce Skidding d'Aurania Rouverol (1928)
- Photographie : Lester White
- Montage : George Boemler
- Musique : David Snell
- Producteur : Lucien Hubbard, Samuel Marx
- Société de production : Metro-Goldwyn-Mayer
- Société de distribution :
- Format : Noir et blanc — 35 mm — 1,37:1 — Son : Mono (Western Electric Sound System)

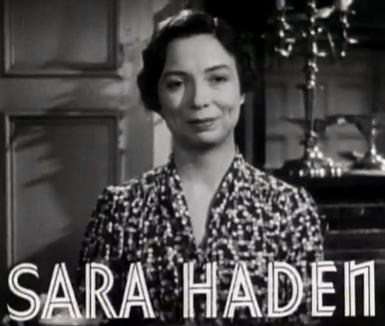
Sara Haden dans Secrets de famille

- Pays de production : États-Unis
- genre : Comédie
- Durée : 69 minutes
- Dates de sortie : 
  - États-Unis : 12 mars 1937
  - France : 5 août 1938
  - Belgique : 12 août 1938 (Bruxelles)

## Distribution
- Lionel Barrymore : le juge James K. Hardy
- Cecilia Parker : Marion Hardy
- Eric Linden : Wayne Trent III
- Mickey Rooney : André (Andy Hardy)
- Charley Grapewin : Frank Redmond
- Spring Byington : Mme Emily Hardy
- Julie Haydon : Joan Hardy Martin
- Sara Haden : Milly Forrest
- Allen Vincent : William Booth Martin
- Selmer Jackson : Hoyt Wells
- Robert Emmett Keane (non crédité) : J. Carroll Nichols